# Druga Liga 1990-1991
La Druga savezna liga SFRJ 1990-1991, conosciuta semplicemente come Druga liga 1990-1991, fu la 45ª edizione della seconda divisione del campionato jugoslavo di calcio, la terza consecutiva a girone unico.
Questo campionato fu a 19 squadre perché dalla Prva Liga 1989-1990 retrocesse solo una anziché due.
Vennero promosse in Prva Liga 1991-1992 le prime due classificate e vennero retrocesse in Treća Liga 1991-1992 le ultime quattro.

## Squadre partecipanti

### Profili
```
Il 13 settembre 1990 la 
Dinamo Vinkovci
 cambia il nome in 
Cibalia
.
```

| Squadra         | Città                  | Stadio              | Stadio   | Stagione 1989-90 | Stagione 1989-90 |
| Squadra         | Città                  | Nome                | Capienza | Pos.             | Divisione        |
| --------------- | ---------------------- | ------------------- | -------- | ---------------- | ---------------- |
| Vardar          | Skopje                 | Gradski stadion     | 40 000   | 18º              | Prva liga        |
| Sutjeska        | Nikšić                 | Gradski stadion     | 18 000   | 3º               | Druga liga       |
| Priština        | Priština               | Gradski stadion     | 30 000   | 4º               | Druga liga       |
| Šibenik         | Sebenico               | Stadion Rade Končar | 20 000   | 5º               | Druga liga       |
| Sloboda Užice   | Titovo Užice           | Gradski stadion     | 15 000   | 6º               | Druga liga       |
| OFK Kikinda     | Kikinda                | Gradski stadion     | 10 000   | 7º               | Druga liga       |
| Dinamo Vinkovci | Vinkovci               | Stadion Mladost     | 18 000   | 8º               | Druga liga       |
| Pelister        | Bitola                 | Gradski stadion     | 10 000   | 9º               | Druga liga       |
| GOŠK Jug        | Ragusa                 | Stadion NK GOŠK Jug | 5 000    | 10º              | Druga liga       |
| Leotar          | Trebigne               | Gradski stadion     | 10 000   | 11º              | Druga liga       |
| Mačva Šabac     | Šabac                  | Gradski stadion     | 15 000   | 12º              | Druga liga       |
| Iskra           | Bugojno                | Stadion NK Iskra    | 15 000   | 13º              | Druga liga       |
| Napredak        | Kruševac               | Stadion Mladost     | 25 000   | 14º              | Druga liga       |
| OFK Beograd     | Karaburma, Belgrado    | Omladinski stadion  | 30 000   | 15º              | Druga liga       |
| Borac Čačak     | Čačak                  | Gradski bedem       | 12 000   | 16º              | Druga liga       |
| NK Zagreb       | Zagabria               | Stadion NK Zagreb   | 35 000   | 1º               | Treća liga Ovest |
| Radnički        | Novi Beograd, Belgrado | Stadion FK Radnički | 4 000    | 1º               | Treća liga Nord  |
| Mogren          | Budua                  | Stadion FK Mogren   | 4 000    | 1º               | Treća liga Sud   |
| Bor             | Bor                    | Stadion FK Bor      | 15 000   | 1º               | Treća liga Est   |

### Provenienza
| Slovenia  | Croazia                                       | Bosnia Erzegovina        | Serbia        | Serbia                                                                                                   | Serbia     | Montenegro          | Macedonia           |
| Slovenia  | Croazia                                       | Bosnia Erzegovina        | Voivodina     | Serbia Centrale                                                                                          | Kosovo     | Montenegro          | Macedonia           |
| --------- | --------------------------------------------- | ------------------------ | ------------- | --- | ---------- | ------------------- | ------------------- |
| - nessuna | - Cibalia - GOŠK Jug - Sebenico - NK Zagabria | - Iskra Bugojno - Leotar | - OFK Kikinda | - OFK Belgrado - Bor - Borac Čačak - Mačva Šabac - Napredak Kruševac - Radnički Belgrado - Sloboda Užice | - Priština | - Mogren - Sutjeska | - Pelister - Vardar |

## Classifica
|                                  | Pos. | Squadra           | Pt | G  | V  | N   | P  | GF | GS | DR  |
| -------------------------------- | ---- | ----------------- | -- | -- | -- | --- | -- | -- | -- | --- |
|                                  | 1.   | Vardar            | 42 | 36 | 19 | 4−3 | 10 | 58 | 38 | +20 |
|                                  | 2.   | NK Zagabria       | 42 | 36 | 20 | 2−3 | 11 | 58 | 28 | +30 |
|                                  | 3.   | OFK Belgrado      | 38 | 36 | 16 | 6−3 | 11 | 50 | 33 | +17 |
|                                  | 4.   | Sutjeska          | 38 | 36 | 17 | 4−1 | 14 | 43 | 29 | +14 |
|                                  | 5.   | OFK Kikinda       | 37 | 36 | 17 | 3−3 | 13 | 42 | 38 | +4  |
|                                  | 6.   | Pelister          | 35 | 36 | 17 | 1−3 | 5  | 54 | 45 | +9  |
|                                  | 7.   | Napredak Kruševac | 34 | 36 | 15 | 4−5 | 12 | 50 | 39 | +11 |
|                                  | 8.   | Cibalia           | 33 | 36 | 16 | 1−4 | 15 | 50 | 53 | −3  |
|                                  | 9.   | Priština          | 33 | 36 | 16 | 1−2 | 17 | 48 | 44 | +4  |
|                                  | 10.  | Radnički Belgrado | 33 | 36 | 15 | 3−1 | 17 | 48 | 48 | 0   |
|                                  | 11.  | Mogren            | 33 | 36 | 16 | 1−5 | 14 | 37 | 42 | −5  |
|                                  | 12.  | Sebenico          | 32 | 36 | 14 | 4−2 | 16 | 44 | 45 | −1  |
|                                  | 13.  | Bor               | 32 | 36 | 14 | 4−2 | 15 | 32 | 38 | −6  |
|                                  | 14.  | Mačva Šabac       | 32 | 36 | 13 | 6−4 | 13 | 27 | 40 | −13 |
| [ 5 ]                            | 15.  | Sloboda Užice     | 31 | 36 | 13 | 5−3 | 15 | 38 | 36 | +2  |
|                                  | 16.  | GOŠK Jug          | 31 | 36 | 14 | 3−3 | 16 | 31 | 41 | −10 |
|                                  | 17.  | Iskra Bugojno     | 29 | 36 | 13 | 3−2 | 18 | 31 | 49 | −18 |
|                                  | 18.  | Leotar            | 27 | 36 | 13 | 1−3 | 19 | 44 | 65 | −21 |
|                                  | 19.  | Borac Čačak       | 14 | 36 | 6  | 2−5 | 23 | 29 | 63 | −34 |
| Fonte: Almanacco Tempo 1990-1991 |      |                   |    |    |    |     |    |    |    |     |

Legenda:

      Promossa in Prva Liga 1991-1992.

  Partecipa agli spareggi promozione/retrocessione.

      Retrocessa in Treća Liga 1991-1992.

      Esclusa dal campionato.
Note:

2 punti per la vittoria al 90º, 1 per la vittoria ai rigori, 0 per la sconfitta ai rigori, 0 per la sconfitta al 90º.
In caso di arrivo di due o più squadre a pari punti per le posizioni di promozione o retrocessione, la graduatoria viene stilata secondo gli scontri diretti tra le squadre interessate.

### Finale per il 1º posto
Le prime due classificate, giunte a pari punti e con parità anche negli scontri diretti, si sfidano per il primo posto. Dopo la sconfitta nella prima gara, il NK Zagabria ha rinunciato a disputare il ritorno (a luglio 1991 è iniziata la guerra d'indipendenza croata).
| Squadra 1 | Totale | Squadra 2   | Andata     | Ritorno    |
| --------- | ------ | ----------- | ---------- | ---------- |
|           |        |             | 21.07.1991 | 28.07.1991 |
| Vardar    | 6–0    | NK Zagabria | 3–0        | 3–0 (tav)  |

### Verdetti definitivi
Il 25 giugno 1991 Slovenia e Croazia hanno dichiarato l'indipendenza dalla Jugoslavia, in seguito a ciò le squadre slovene e croate hanno abbandonato il sistema calcistico jugoslavo per aderire nei nuovi campionati nazionali.
Per reintegrare gli organici sono state promosse 4 squadre in Prva Liga e sono state annullate le retrocessioni.
| Pos. | Squadra           | Pt | Verdetti                                    |
| ---- | ----------------- | -- | ------------------------------------------- |
| 1.   | Vardar            | 42 | in Prva Liga 1991-1992                      |
| 2.   | NK Zagabria       | 42 | in 1. HNL 1992                              |
| 3.   | OFK Belgrado      | 38 | in Prva Liga 1991-1992                      |
| 4.   | Sutjeska          | 38 | in Prva Liga 1991-1992                      |
| 5.   | OFK Kikinda       | 37 | non ha ottenuto la licenza per la Prva Liga |
| 6.   | Pelister          | 35 | in Prva Liga 1991-1992                      |
| 7.   | Napredak Kruševac | 34 |                                             |
| 8.   | Cibalia           | 33 | in 1. HNL 1992                              |
| 9.   | Priština          | 33 |                                             |
| 10.  | Radnički Belgrado | 33 |                                             |
| 11.  | Mogren            | 33 |                                             |
| 12.  | Sebenico          | 32 | in 1. HNL 1992                              |
| 13.  | Bor               | 32 |                                             |
| 14.  | Mačva Šabac       | 32 |                                             |
| 15.  | Sloboda Užice     | 31 |                                             |
| 16.  | GOŠK Jug          | 31 | in 1. HNL 1992                              |
| 17.  | Iskra Bugojno     | 29 |                                             |
| 18.  | Leotar            | 27 |                                             |
| 19.  | Borac Čačak       | 14 |                                             |

## Risultati
|                                  | OFK  | Bor  | Čač  | Cib  | GOŠ  | Isk  | Kik  | Leo  | Mač  | Mog  | Nap  | Pel  | Pri  | Rad  | Seb  | Slo  | Sut  | Var  | Zag  |
| -------------------------------- | ---- | ---- | ---- | ---- | ---- | ---- | ---- | ---- | ---- | ---- | ---- | ---- | ---- | ---- | ---- | ---- | ---- | ---- | ---- |
| OFK Belgrado                     | –––– | 1-0  | 4-1  | 7-0  | 3-0  | 1-1  | 3-0  | 1-0  | 2-0  | 1-0  | 4-3  | 1-0  | 2-1  | 1-1  | 1-0  | 2-1  | 1-0  | 2-2  | 2-0  |
| Bor                              | 0-2  | –––– | 1-0  | 1-0  | 2-0  | 0-3  | 2-0  | 2-0  | 0-0  | 3-0  | 1-1  | 3-0  | 1-0  | 2-1  | 2-1  | 1-1  | 2-0  | 0-0  | 1-0  |
| Borac Čačak                      | 1-1  | 1-1  | –––– | 0-0  | 0-0  | 4-0  | 2-1  | 3-2  | 1-1  | 0-1  | 1-1  | 0-1  | 2-1  | 0-2  | 3-0  | 0-0  | 1-0  | 0-2  | 2-3  |
| Cibalia                          | 1-0  | 1-0  | 3-0  | –––– | 2-0  | 4-2  | 1-0  | 4-0  | 6-0  | 3-0  | 0-0  | 4-2  | 2-1  | 3-0  | 4-1  | 4-1  | 1-2  | 2-0  | 2-0  |
| GOŠK Jug                         | 2-1  | 1-0  | 2-1  | 2-0  | –––– | 1-0  | 0-2  | 3-1  | 1-0  | 2-0  | 0-0  | 3-0  | 2-0  | 2-0  | 2-0  | 2-0  | 1-1  | 0-1  | 0-0  |
| Iskra Bugojno                    | 1-0  | 0-0  | 1-0  | 0-0  | 3-1  | –––– | 0-1  | 0-0  | 1-0  | 1-0  | 1-0  | 1-0  | 0-0  | 2-1  | 3-0  | 2-1  | 2-0  | 3-2  | 0-1  |
| OFK Kikinda                      | 1-1  | 1-0  | 1-0  | 1-0  | 3-0  | 1-0  | –––– | 2-0  | 1-0  | 0-1  | 1-0  | 5-2  | 3-0  | 2-0  | 1-1  | 1-1  | 1-0  | 1-0  | 0-3  |
| Leotar                           | 1-1  | 1-2  | 2-1  | 2-0  | 1-0  | 2-0  | 1-3  | –––– | 4-1  | 3-1  | 2-1  | 2-0  | 2-1  | 1-0  | 3-1  | 3-0  | 2-1  | 3-3  | 2-3  |
| Mačva Šabac                      | 0-0  | 0-0  | 2-1  | 2-0  | 0-0  | 1-0  | 2-0  | 2-1  | –––– | 1-1  | 1-0  | 1-3  | 1-0  | 1-0  | 1-0  | 1-0  | 2-1  | 2-0  | 0-0  |
| Mogren                           | 1-0  | 3-1  | 1-0  | 2-0  | 5-0  | 1-0  | 1-1  | 2-1  | 1-2  | –––– | 4-1  | 1-0  | 1-0  | 1-0  | 0-0  | 1-0  | 0-0  | 0-0  | 2-1  |
| Napredak Kruševac                | 0-0  | 2-1  | 5-0  | 3-1  | 1-0  | 2-0  | 2-0  | 4-1  | 1-0  | 3-1  | –––– | 2-1  | 4-0  | 3-1  | 3-0  | 1-1  | 1-0  | 1-1  | 1-1  |
| Pelister                         | 3-1  | 3-0  | 5-1  | 0-0  | 2-0  | 5-1  | 2-0  | 1-1  | 3-1  | 2-0  | 2-1  | –––– | 2-0  | 5-1  | 3-0  | 2-1  | 1-0  | 1-1  | 2-1  |
| Priština                         | 1-0  | 3-0  | 5-0  | 1-1  | 1-0  | 4-1  | 3-2  | 3-0  | 1-1  | 2-0  | 2-0  | 4-0  | –––– | 3-1  | 1-0  | 3-1  | 1-0  | 2-0  | 2-1  |
| Radnički Belgrado                | 2-1  | 4-0  | 3-1  | 4-1  | 1-2  | 4-0  | 1-1  | 4-0  | 2-0  | 0-2  | 1-1  | 4-0  | 2-1  | –––– | 2-1  | 1-0  | 1-0  | 2-0  | 1-0  |
| Sebenico                         | 1-0  | 2-3  | 2-0  | 3-0  | 0-0  | 4-1  | 2-1  | 3-0  | 1-1  | 3-1  | 3-0  | 0-0  | 4-0  | 2-0  | –––– | 1-0  | 1-0  | 1-0  | 2-1  |
| Sloboda Užice                    | 1-0  | 1-0  | 3-1  | 3-0  | 4-0  | 3-0  | 0-1  | 2-0  | 0-0  | 1-0  | 2-0  | 1-0  | 1-0  | 0-0  | 2-2  | –––– | 2-0  | 2-1  | 0-1  |
| Sutjeska                         | 1-0  | 2-0  | 1-0  | 2-0  | 1-0  | 2-0  | 3-0  | 4-0  | 1-0  | 1-1  | 4-1  | 2-1  | 2-0  | 5-1  | 4-2  | 0-0  | –––– | 1-0  | 1-0  |
| Vardar                           | 3-3  | 2-1  | 4-1  | 6-0  | 2-1  | 2-1  | 3-2  | 2-0  | 3-0  | 1-0  | 1-0  | 1-0  | 2-0  | 2-0  | 1-0  | 4-2  | 2-0  | –––– | 2-0  |
| NK Zagabria                      | 3-0  | 1-0  | 1-0  | 5-0  | 3-1  | 1-0  | 1-1  | 4-0  | 4-0  | 7-0  | 0-1  | 1-0  | 3-1  | 2-0  | 1-0  | 1-0  | 1-1  | 3-1  | –––– |
| Fonte: Almanacco Tempo 1990-1991 |      |      |      |      |      |      |      |      |      |      |      |      |      |      |      |      |      |      |      |

## Classifica marcatori
| Reti                              | Marcatore           | Squadra           |
| --------------------------------- | ------------------- | ----------------- |
| 26                                | Nikola Jurčević     | NK Zagreb         |
| 17                                | Davor Čop           | Cibalia Vinkovci  |
| 16                                | Sabahudin Bujak     | Leotar            |
| 14                                | Vasil Gunev         | Vardar            |
| 14                                | Slobodan Krčmarević | OFK Belgrado      |
| 14                                | Saša Ḱiriḱ          | Pelister          |
| 13                                | Vladimir Kojić      | Napredak          |
| 13                                | Dejan Gluščević     | Radnički Belgrado |
| Fonte: EX YU Fudbalska Statistika |                     |                   |

## In Coppa di Jugoslavia
La squadra di Druga Liga che ha fatto più strada è stato l'OFK Belgrado che ha raggiunto le semifinali.